# Carlo Cassola (economista)
Carlo Cassola (Positano, 27 aprile 1879 – Varese, 28 maggio 1931) è stato un economista italiano.

## Biografia
Allievo all'Università di Napoli (poi anche genero) di Augusto Graziani, insegnò per molti anni all'Università di Perugia, di cui fu anche rettore; concluse la sua carriera accademica a Napoli. I suoi scritti minori, pubblicati in atti accademici e riviste quali "Nuova Antologia" e "La Riforma Sociale",  furono raccolti dal suo maestro Augusto Graziani e pubblicati postumi nel volume Scritti di economia e di finanza, Napoli, Ricciardi, 1932. Fu tra i firmatari del Manifesto degli intellettuali antifascisti.

## Opere principali
- I sindacati industriali: (cartelli, pools, trusts), Bari, Laterza, 1905
- La réclame dal punto di vista economico, Torino, Bocca, 1909
- La formazione dei prezzi nel commercio, Milano, Sandron, 1911
- La proprietà e la distribuzione della ricchezza, Milano, Vallardi, 1914
- Il rischio e l'organizzazione dell'industria moderna, Milano, Sandron, 1926